# Amt Rangsdorf
Das Amt Rangsdorf war ein 1992 gebildetes Amt zur Erledigung der Verwaltungsaufgaben der Gemeinden Dahlewitz, Groß Machnow und Rangsdorf im damaligen Kreis Zossen (heute Landkreis Teltow-Fläming, Brandenburg). Sitz der Amtsverwaltung war in der Gemeinde Rangsdorf. Mit der Gemeindereform von 2003 wurde das Amt Rangsdorf aufgelöst.

## Geographische Lage
Das Amt Rangsdorf grenzte im Norden und Nordwesten an das Amt Blankenfelde-Mahlow, im Osten an das Amt Mittenwalde und im Süden und Südwesten an das Amt Zossen.

## Geschichte
Der Minister des Innern des Landes Brandenburg gab am 10. September 1992 seine Zustimmung zur Bildung des Amtes Rangsdorf. Als Zeitpunkt des Zustandekommen wurde der 15. September 1992 festgelegt. Die Zustimmung war befristet bis zum 15. September 1994. Amtssitz war in der Gemeinde Rangsdorf. Folgende Gemeinden waren im Amt Rangsdorf zusammengeschlossen:
- Dahlewitz
- Groß Machnow und
- Rangsdorf (einschließlich dessen Ortsteil Klein Kienitz)

Die Gemeinde Groß Machnow war zunächst am 20. Juli 1992 (mit Wirkung zum 12. August 1992) dem Amt Blankenfelde-Mahlow angegliedert worden. Die Befristung wurde zum 12. September 1994 aufgehoben, war allerdings mit einem Widerrufsvorbehalt bis zum 31. Dezember 2001 versehen. Zum 1. März 1995 wurde die Schreibweise des Namens von Großmachnow in Groß Machnow geändert.

## Amtsdirektor
Erster und einziger Amtsdirektor des Amtes Rangsdorf war Bernd Hohlstein.

## Auflösung
Das Amt Rangsdorf wurde durch das Vierte Gesetz zur landesweiten Gemeindegebietsreform betreffend die Landkreise Havelland, Potsdam-Mittelmark, Teltow-Fläming (4.GemGebRefGBbg) vom 24. März 2003 aufgelöst. Die Gemeinde Dahlewitz wurde an die nun amtsfreie Gemeinde Blankenfelde-Mahlow angegliedert. Die Gemeinde Groß Machnow legte gegen die Eingliederung nach Rangsdorf Kommunalverfassungsbeschwerde ein, die jedoch zurückgewiesen wurde.

## Belege